# Oleksandrivka, Prîazovske
Oleksandrivka (în ucraineană Олександрівка) este localitatea de reședință a comunei Oleksandrivka din raionul Prîazovske, regiunea Zaporijjea, Ucraina.

## Demografie
Componența lingvistică a localității Oleksandrivka
     Ucraineană (88,85%)
     Rusă (9,44%)
     Alte limbi (0,19%)
Conform recensământului din 2001, majoritatea populației localității Oleksandrivka era vorbitoare de ucraineană (88,85%), existând în minoritate și vorbitori de rusă (9,44%) și armeană (1,53%).